# Caleb V. Haynes
Caleb Vance Haynes (15 mars 1895 - 5 avril, 1966) est un major général  de l’United States Air Force (USAF).

## Distinctions
- Army Distinguished Service Medal